# Commissione delle finanze del Consiglio nazionale (Svizzera)
La  Commissione delle finanze del Consiglio nazionale CdF-N (in tedesco Finanzkommission des Nationalrates FK-N, in francese Commission des finances du Conseil national CdF-N, in romancio Cumissiun da finanzas dal Cussegl naziunal CdF-N) è una commissione di vigilanza del Consiglio nazionale della Confederazione elvetica. È composta da 25 membri, di cui un presidente e un vicepresidente.

## Funzione
La commissione è una commissione di vigilanza, e perciò ha i seguenti compiti:
- Esaminare i bilanci di previsione, le domande di crediti aggiuntivi e i conti della Confederazione
- Vigilare sugli aspetti finanziari dell'amministrazione federale
- Vigilare, assieme alle Commissioni di gestione, sugli aspetti finanziari sulle unità della Confederazione rese autonome (come La Posta e le FFS)
- Effettuare esami preliminari dei messaggi concernenti il settore finanziario
- Redigere corapporti per le commissioni legislative su progetti di politica finanziaria